# Football League 1888-89
La Football League 1888-89 fue la primera temporada de la máxima categoría del fútbol inglés. Fue, además, la primera liga nacional de fútbol que se jugó en el mundo.
El Preston North End FC fue el primer club en coronarse campeón del fútbol inglés. El Preston también conquistó esta temporada la FA Cup, siendo el primer combinado en la historia en conseguir un doblete. El delantero inglés John Goodall, jugador también del Preston North End, fue el máximo goleador del campeonato con 21 goles en 21 partidos jugados.

## Historia
En Inglaterra existía desde 1863 la Football Association que organizaba desde 1871 la FA Cup. El 20 de julio de 1885, tras años de debate, la Football Association legalizó el profesionalismo en el fútbol. Hasta esa fecha la mayoría de jugadores eran amateur, aunque algunos recibían pagos de sus clubes para reforzar la competitividad. Además de la FA Cup los clubes disputaban algunos amistosos y partidos entre distintas federaciones territoriales. Para tratar de poner orden en este caótico mundo el 2 de marzo de 1888 el secretario del Aston Villa, William McGregor, escribió una carta al comité de su club así como a los del Blackburn Rovers, Bolton Wanderers, Preston North End] y West Bromwich Albion proponiendo la creación de una liga de fútbol entre los mejores clubes del país.

"I beg to tender the following suggestion... that 10 or 12 of the most prominent clubs in England combine to arrange home-and-away fixtures each season."
William McGregor

Dos semanas después se produjo la primera reunión en el Anderton's Hotel de Londres donde se sentaron las bases de la competición que iba a nacer. En la siguiente reunión en el Royal Hotel de Mánchester, el 17 de abril, nacía The Football League.
Diez de los doce clubes tomaron parte en la primera jornada de la historia el sábado 8 de septiembre de 1888 y, aunque no se publicó ninguna tabla en los periódicos de la época, el West Bromwich Albion fue el primer líder de la historia. El West Brom ganó por 0-2 en Stoke-on-Trent frente a 4.500 espectadores. El delantero del Bolton Wanderers Kenyon Davenport marcó el primer gol de la historia de la Football League a los dos minutos de comenzar su partido contra el Derby County.
Sin haber perdido un solo encuentro y con todavía tres más por jugar el Preston North End se proclamó campeón de liga el 5 de enero de 1889 tras vencer por 4-1 al Notts County. Su más inmediato perseguidor, el Aston Villa, cayó el mismo día por 4-0 ante el Burnley y terminaría la temporada a 11 puntos de distancia. El Preston North End cosechó un empate y dos victorias en los tres últimos partidos del campeonato, ganando el sobrenombre de The Invincibles al terminar la temporada sin una sola derrota.

## Clubes Participantes

### Equipaciones de los clubes
- Equipaciones de los clubes participantes en la Football League 1888/89.[3]

| Accrington | Aston Villa | Blackburn | Bolton | Burnley | Derby County |

| Everton | Notts County | Preston | Stoke | WBA | Wolves |

### Distribución geográfica
| - Accrington FC - Aston Villa FC - Blackburn Rovers FC - Bolton Wanderers FC - Burnley FC - Derby County FC |  | - Everton FC - Notts County FC - Preston North End FC - Stoke FC - West Bromwich Albion FC - Wolverhampton Wanderers FC |

## Sistema de competición
Antes de comenzar la temporada se decidió que el equipo con más victorias al finalizar el torneo sería el campeón. Tras unas semanas de competición se consideró esto injusto pues hacía un empate equivalente a una derrota, así que la Football League decidió adjudicar puntos: dos por una victoria y uno por un empate. Al final, esta regla no marcó demasiadas diferencias; de haberse mantenido el formato de "más victorias", solo el Accrington habría pasado a ser 10 (teniendo que afrontar el proceso de reelección) y Everton, Burnley y Derby County habrían acabado un puesto por encima.

## Clasificación final
- Pese a que es frecuente ver la tabla clasificatoria con el coeficiente de goles para separar a los equipos empatados a puntos la Football League no introdujo este sistema hasta 1894.[4]

|  | Pos. | Equipos de fútbol          | PJ | PG | PE | PP | GF | GC | PG   | Pts | Clasificación                      |
|  | ---- | -------------------------- | -- | -- | -- | -- | -- | -- | ---- | --- | ---------------------------------- |
|  | 1.   | Preston North End FC (C)   | 22 | 18 | 4  | 0  | 74 | 15 | 4.93 | 40  | Campeón Football League 1888-89    |
|  | 2.   | Aston Villa FC             | 22 | 12 | 5  | 5  | 61 | 43 | 1.42 | 29  |                                    |
|  | 3.   | Wolverhampton Wanderers FC | 22 | 12 | 4  | 6  | 50 | 37 | 1.35 | 28  |                                    |
|  | 4.   | Blackburn Rovers FC        | 22 | 10 | 6  | 6  | 66 | 45 | 1.47 | 26  |                                    |
|  | 5.   | Bolton Wanderers FC        | 22 | 10 | 2  | 10 | 63 | 59 | 1.07 | 22  |                                    |
|  | 6.   | West Bromwich Albion FC    | 22 | 10 | 2  | 10 | 40 | 46 | 0.87 | 22  |                                    |
|  | 7.   | Accrington FC              | 22 | 6  | 8  | 8  | 48 | 48 | 1.00 | 20  |                                    |
|  | 8.   | Everton FC                 | 22 | 9  | 2  | 11 | 35 | 46 | 0.76 | 20  |                                    |
|  | 9.   | Burnley FC                 | 22 | 7  | 3  | 12 | 42 | 62 | 0.68 | 17  | Van al Proceso de Re-elección 1889 |
|  | 10.  | Derby County FC            | 22 | 7  | 2  | 13 | 41 | 61 | 0.67 | 16  | Van al Proceso de Re-elección 1889 |
|  | 11.  | Notts County FC            | 22 | 5  | 2  | 15 | 40 | 73 | 0.55 | 12  | Van al Proceso de Re-elección 1889 |
|  | 12.  | Stoke FC                   | 22 | 4  | 4  | 14 | 26 | 51 | 0.51 | 12  | Van al Proceso de Re-elección 1889 |

| Inglaterra                                          |
| Campeón Preston North End Football Club 1.er título |

## Resultados
- Tabla cruzada de resultados de los 12 equipos de la Football League, ordenados por su clasificación final.[5]

|                            | PNEFC | AVFC | WWFC | BRFC | BWFC | WBAFC | AFC | EFC | BFC | DCFC | NCFC | SFC |
| -------------------------- | ----- | ---- | ---- | ---- | ---- | ----- | --- | --- | --- | ---- | ---- | --- |
| Preston North End FC       |       | 1:1  | 5:2  | 1:0  | 3:1  | 3:0   | 2:0 | 3:0 | 5:2 | 5:0  | 4:1  | 7:0 |
| Aston Villa FC             | 0:2   |      | 2:1  | 6:1  | 6:2  | 2:0   | 4:3 | 2:1 | 4:2 | 4:2  | 9:1  | 5:1 |
| Wolverhampton Wanderers FC | 0:4   | 1:1  |      | 2:2  | 3:2  | 2:1   | 4:0 | 4:0 | 4:1 | 4:1  | 2:1  | 4:1 |
| Blackburn Rovers FC        | 2:2   | 5:1  | 2:2  |      | 4:4  | 6:2   | 5:5 | 3:0 | 4:2 | 3:0  | 5:2  | 5:2 |
| Bolton Wanderers FC        | 2:5   | 2:3  | 2:1  | 3:2  |      | 1:2   | 4:1 | 6:2 | 3:4 | 3:6  | 7:3  | 2:1 |
| West Bromwich Albion FC    | 0:5   | 3:3  | 1:3  | 2:1  | 1:5  |       | 2:2 | 1:0 | 4:3 | 5:0  | 4:2  | 2:0 |
| Accrington FC              | 0:0   | 1:1  | 4:4  | 0:2  | 2:3  | 2:1   |     | 3:1 | 5:1 | 6:2  | 1:2  | 2:0 |
| Everton FC                 | 0:2   | 2:0  | 1:2  | 3:1  | 2:1  | 1:4   | 2:1 |     | 3:2 | 6:2  | 2:1  | 2:1 |
| Burnley FC                 | 2:2   | 4:0  | 0:4  | 1:7  | 4:1  | 2:0   | 2:2 | 2:2 |     | 1:0  | 1:0  | 2:1 |
| Derby County FC            | 2:3   | 5:2  | 3:0  | 0:2  | 2:3  | 1:2   | 1:1 | 2:4 | 1:0 |      | 3:2  | 2:1 |
| Notts County FC            | 0:7   | 2:4  | 3:0  | 3:3  | 0:4  | 2:1   | 3:3 | 3:1 | 6:1 | 3:5  |      | 0:3 |
| Stoke FC                   | 0:3   | 1:1  | 0:1  | 2:1  | 2:2  | 0:2   | 2:4 | 0:0 | 4:3 | 1:1  | 3:0  |     |

## Goleadores
- Tabla de goleadores de la Football League 1888/89. Ordenados por número de goles y goles por partido.[6]

| Puesto | País       | Jugador            | Club                       | Goles | Partidos | Coef. |
| ------ | ---------- | ------------------ | -------------------------- | ----- | -------- | ----- |
| 1.     | Inglaterra | John Goodall       | Preston North End FC       | 21    | 21       | 1     |
| 2.     | Escocia    | James D. Ross      | Preston North End FC       | 18    | 21       | 0.86  |
| 3.     | Inglaterra | Albert Allen       | Aston Villa FC             | 17    | 21       | 0.81  |
| 4.     | Inglaterra | John Southworth    | Blackburn Rovers FC        | 16    | 21       | 0.76  |
| 5.     | Inglaterra | Harry Wood         | Wolverhampton Wanderers FC | 16    | 17       | 0.94  |
| 6.     | Inglaterra | Thomas Green       | Aston Villa FC             | 14    | 21       | 0.67  |
| 7.     | Escocia    | James Brogan       | Bolton Wanderers FC        | 13    | 22       | 0.59  |
| 8.     | Inglaterra | David Weir         | Bolton Wanderers FC        | 13    | 22       | 0.59  |
| 9.     | Inglaterra | Frederick Dewhurst | Preston North End FC       | 12    | 17       | 0.71  |
| 10.    | Inglaterra | Herbert L. Fecitt  | Blackburn Rovers FC        | 12    | 17       | 0.71  |
| 11.    | Escocia    | Alexander Barbour  | Accrington FC              | 12    | 19       | 0.63  |
| 10.    | Escocia    | Alexander Higgins  | Derby County FC            | 12    | 21       | 0.57  |
| 11.    | Inglaterra | Thomas Pearson     | West Bromwich Albion FC    | 12    | 22       | 0.55  |

## Porteros menos goleados
- Tabla de porteros menos goleados de la Football League 1888/89. Ordenados por número de goles por partido.[6]

| Puesto | País       | Jugador       | Club                       | Goles | Partidos | Coef. |
| ------ | ---------- | ------------- | -------------------------- | ----- | -------- | ----- |
| 1.     | Gales      | James Trainer | Preston North End FC       | 13    | 20       | 0.65  |
| 2.     | Inglaterra | Jack Baynton  | Wolverhampton Wanderers FC | 32    | 18       | 1.78  |
| 3.     | Escocia    | Walter Cox    | Burnley FC                 | 24    | 13       | 1.85  |
| 4.     | Inglaterra | James Warner  | Aston Villa FC             | 42    | 21       | 2.00  |
| 5.     | Inglaterra | Bob Roberts   | West Bromwich Albion FC    | 46    | 22       | 2.09  |

## Asistencias a los estadios
- Tabla de asistencias a los partidos de la Football League 1888/89.[6]

| Estadio           | Ciudad         | Local                      | Partidos | Media |
| ----------------- | -------------- | -------------------------- | -------- | ----- |
| Anfield           | Liverpool      | Everton FC                 | 10       | 7.500 |
| Deepdale          | Preston        | Preston North End FC       | 10       | 6.400 |
| Pikes Lane        | Bolton         | Bolton Wanderers FC        | 10       | 5.500 |
| Leamington Road   | Blackburn      | Blackburn Rovers FC        | 10       | 5.400 |
| Wellington Road   | Birmingham     | Aston Villa FC             | 10       | 5.300 |
| Turf Moor         | Burnley        | Burnley FC                 | 10       | 4.556 |
| Stoney Lane       | West Bromwich  | West Bromwich Albion FC    | 10       | 4.006 |
| Trent Bridge      | Nottingham     | Notts County FC            | 8        | 3.875 |
| Dudley Road       | Wolverhampton  | Wolverhampton Wanderers FC | 10       | 3.850 |
| Victoria Ground   | Stoke-on-Trent | Stoke FC                   | 10       | 3.650 |
| Thorneyholme Road | Accrington     | Accrington FC              | 10       | 3.300 |
| County Ground     | Derby          | Derby County FC            | 10       | 3.050 |

- Además, el Notts County jugó dos partidos en el Castle Ground de Nottingham. El 5 de marzo contra el Bolton Wanderers, al que asistieron 3.000 espectadores, y el 16 de marzo contra el Derby County, al que asistieron 5.000 espectadores.

## Proceso de Reelección
Terminada la temporada los cuatro últimos clasificados tuvieron que afrontar un proceso de reelección, junto con otros nuevos clubes de fuera de la Football League que solicitaron su adhesión a ésta. La votación tuvo el siguiente resultado:
| Liga | Club                      | Votos | Resultado  | Temporada 1889-90          |
| ---- | ------------------------- | ----- | ---------- | -------------------------- |
| FL   | Stoke FC                  | 10    | Reelegido  | Football League 1889-90.   |
| FL   | Burnley FC                | 9     | Reelegido  | Football League 1889-90.   |
| FL   | Derby County FC           | 8     | Reelegido  | Football League 1889-90.   |
| FL   | Notts County FC           | 7     | Reelegido  | Football League 1889-90.   |
| 1°TC | Birmingham St George's FC | 5     | No elegido | Football Alliance 1889-90. |
| .    | The Wednesday FC          | 4     | No elegido | Football Alliance 1889-90. |
| 1°TC | Bootle FC                 | 2     | No elegido | Football Alliance 1889-90. |
| .    | Sunderland AFC            | 2     | No elegido | .                          |
| 1°TC | Newton Heath FC           | 1     | No elegido | Football Alliance 1889-90. |
| 1°TC | South Shore FC            | 0     | No elegido | .                          |
| .    | Sunderland Albion FC      | 0     | No elegido | Football Alliance 1889-90. |
| 1°TC | Grimsby Town FC           | 0     | No elegido | Football Alliance 1889-90. |
| .    | Walsall Town Swifts FC    | 0     | No elegido | Football Alliance 1889-90. |

| Liga | League                             |
| FL   | Para Football League 1889-90       |
| ---- | ---------------------------------- |
| FL   | Football League 1888-89            |
| TC   | 1°The Combination 1888-89          |
| .    | No es Miembro de Una Liga          |
| FL   | Football League 1889-90            |
| FA   | Fundador Football Alliance 1889-90 |
| .    | No será Miembro de Una Liga        |

Los cuatro miembros de la Football League que habían ocupado los últimos cuatro puestos de la tabla fueron reelegidos por mayoría. Algunos de los clubes que fueron rechazados fundaron la Football Alliance, una competición paralela a la Football League que funcionó durante tres temporadas antes de fusionarse ambas en 1892.